# فيدليس للأمن السيبراني
تركز شركة فيديليس للأمن السيبراني جهودها على الكشف الأوتوماتيكي والتعامل مع التهديدات المتقدمة واختراق البيانات. ومن عملائها شركة آي بي إم والجيش الأميركي ووزارة التجارة الأمكية.
تقدم شركة فيديليس أجهزة تعنى بأمن الشبكة والتي تشمل براءة الاختراع لهيكلية التفتيش الشبكي العميق. وتزعم الشركة سرعة ودقة في التدقيق بحركة المرور في شبكة التفتيش، بالإضافة إلى تفاضلات تقنية أخرى.
 في آب / أغسطس 2012، أعلنت شركة جنرال ديناميكس اتفاقا لضم فيديليس إلى قسم نظم المعلومات المتقدمة لديها.
في أبريل 2015، دخلت شركة مارلين للشركاء المساهمين في اتفاقية مه جنرال  دينامكس للاستحواذ على حلول الأمن السيبراني التي توفرها فيدليس بغرض خلق خدمة جديدة ومتقدمة لمحاربة التهديدات.
في شباط / فبراير 2016 ، ذكرت نيويورك تايمز أنه تم التعاقد مع شركة فيدليس لتوفير أجهزة وبرمجيات لمراقبة شبكةجامعة كاليفورنيا الشبكة.